# Квантова літографія
Квантова літографія — це тип фотолітографії, який використовує некласичні властивості фотонів, такі як квантове заплутування, для досягнення вищих показників порівняно зі звичайною класичною літографією. Квантова літографія тісно пов'язана з галузями квантової фотографії, квантової метрології та квантового зондування. Ефект використовує квантово-механічний стан світла, який називається стан NOON. Квантова літографія була винайдена в групі Джонатана Даулінга в JPL, і вивчалася низкою груп.
Особливо важливо, що квантова літографія може перевершити класичний критерій Релея для межі дифракції. Класична фотолітографія має роздільну здатність оптичного зображення, яка не може бути меншою за довжину використовуваної хвилі світла. Наприклад, при використанні фотолітографії для масового виробництва комп'ютерних чіпів бажано створювати все менші та менші елементи на мікросхемі, що класично вимагає переходу на все менші та менші довжини хвиль (ультрафіолетові та рентгенівські), які тягне за собою експоненціально більші витрати на створення систем оптичного зображення на цих надзвичайно коротких оптичних довжинах хвиль.
Квантова літографія використовує квантове заплутування між спеціально підготовленими фотонами стані NOON та спеціальні фоторезисти, які демонструють процеси багатофотонного поглинання для досягнення меншої роздільної здатності без необхідності коротших довжин хвиль. Наприклад, промінь червоних фотонів, заплутаних у 50 разів у стан NOON, мав би таку ж роздільну здатність, що і промінь рентгенівських фотонів.
Область квантової літографії перебуває в зародковому стані, і хоча експериментальні принципові докази були проведені з використанням ефекту Хонга–Оу–Мендела, до практичного використання ще далеко.